# Distrikt Acos Vinchos
Der Distrikt Acos Vinchos liegt in der Provinz Huamanga in der Region Ayacucho in Südzentral-Peru. Der Distrikt entstand während den Gründungsjahren der Republik Peru. Er besitzt eine Fläche von 154 km². Beim Zensus 2017 wurden 4600 Einwohner gezählt. Im Jahr 1993 lag die Einwohnerzahl bei 3424, im Jahr 2007 bei 5100. Die Distriktverwaltung befindet sich in der 2848 m hoch gelegenen Ortschaft Acos Vinchos mit 704 Einwohnern (Stand 2017). Acos Vinchos liegt knapp 15 km ostnordöstlich der Provinz- und Regionshauptstadt Ayacucho (Huamanga).

## Geographische Lage
Der Distrikt Acos Vinchos liegt im Andenhochland im nördlichen Osten der Provinz Huamanga. Der Río Yucay, Nebenfluss des Río Cachi, fließt entlang der südwestlichen Distriktgrenze nach Nordwesten und entwässert das Areal. Dessen rechter Nebenfluss Quebrada Rumimachay begrenzt den Distrikt nach Süden.
Der Distrikt Acos Vinchos grenzt im Süden an den Distrikt Acocro, im Südwesten an den Distrikt Tambillo, im Nordwesten an den Distrikt Quinua sowie im Osten an den Distrikt San Miguel (Provinz La Mar).

## Ortschaften
Neben dem Hauptort gibt es folgende größere Ortschaften im Distrikt:
- Huamanccocha (210 Einwohner)
- Huaychao (280 Einwohner)
- Huinchopata (267 Einwohner)
- Urpay Alto (489 Einwohner)
- Urpay Bajo (214 Einwohner)